# 10,000 Emerald Pools
10,000 Emerald Pools is een nummer van de Amerikaanse singer-songwriter Børns uit 2015. Het is de eerste single van zijn debuutalbum Dopamine.
Børns schreef het nummer op vakantie in Los Angeles. Het nummer verwierf enkel in Nederland kleine populariteit. Radiostation NPO 3FM riep het nummer uit tot Megahit. Ook bereikte de plaat de 45e positie in de Mega Top 50 van dat station.